# Delomerista
Delomerista is een geslacht van insecten uit de orde vliesvleugeligen (Hymenoptera) en de familie Ichneumonidae.

## Soorten
- D. borealis Walkley, 1960
- D. frigida Kasparyan, 1977
- D. japonica Cushman, 1937
- D. laevis (Gravenhorst, 1829)
- D. longicauda Kasparyan, 1973
- D. mandibularis (Gravenhorst, 1829)
- D. novita (Cresson, 1870)
- D. pfankuchi Brauns, 1905
- D. strandi Ulbricht, 1911